# Brixton (Devon)
Brixton è un villaggio situato nella contea del Devon, in Inghilterra.
Si trova 10 km a est di Plymouth, lungo la strada A379 che collega Plymouth con  Kingsbridge. Dista circa 8 km dalla costa del canale della Manica.
Nel 2012 aveva una popolazione di 1 207 abitanti.
La chiesa parrocchiale (St. Mary's Church), di origini antiche, ha un alto campanile con cinque campane.